# انجمن علمی پرستاران قلب ایران
انجمن پرستاران قلب ایران یک تشکل علمی و صنفی است که توسط ۱۷ فرد خبره در پرستاری قلب و عروق و پرستاری مراقبتهای ویژه (به عنوان هیئت مؤسس کانون) در سال ۱۳۸۰ بنیان نهاده شد.
ضرورت گسترش فعالیتها و داشتن هویت مستقل برای انتشار نشریه موجب شد تا با درخواست هیئت مؤسس از کمیسیون انجمنهای علمی وزارت بهداشت، این تشکل با نام انجمن علمی پرستاران قلب ایران با پروانه فعالیت مستقل تصویب شده و پس از تشکیل مجمع عمومی و انجام انتخابات هیئت مدیره در نهایت در واحد ثبت شرکتها و مؤسسات قوه قضائیه تحت شماره ۱۸۰۷۶ مورخ ۱۸/۲/۸۴ ثبت گردید.